# براندون هانتر
براندون هانتر (انگلیسی: Brandon Hunter؛ زادهٔ ۲۴ نوامبر ۱۹۸۰) بازیکن بسکتبال اهل ایالات متحده آمریکا است.
از باشگاه‌هایی که در آن بازی کرده‌است می‌توان به اورلندو مجیک و بوستون سلتیکس اشاره کرد.